# Alaşehir
Alaşehir o (grec: 'Φιλαδέλφεια, Filadelfia) és una ciutat de la província de Manisa, a Turquia, capital del districte d'Alaşehir a la regió de la mar Egea, situada a la vall del Kuzuçay (clàssic Cogamus), al peu de la muntanya Bozdağ (clàssica Tmolus o Tmolos). Domina la fèrtil plana del riu Gediz (clàssic Hermus o Hermos). Té nombroses mesquites i alguna església cristiana (és titular d'una seu catòlica); hi ha alguna petita indústria i molt de comerç. Disposa d'una font d'aigua mineral molt popular. Es cultiven fruites i el raïm anomenat sultana. El seu nom vol dir "Vila Variada" o "Vila de Colors".

## Història
Fou fundada el 189 aC pel rei Èumenes II de Pèrgam en honor del seu germà, el futur Àtal II de Pèrgam, i la va anomenar Philadelphia (Filadelfia) per la gran lleialtat del seu germà cap a la seva persona. Del regne de Pèrgam va passar a Roma (133 aC) i fou ocupada pels romans vers 129 aC i inclosa a la província d'Àsia.
És considerada una de les set esglésies d'Àsia al llibre de la Revelació. Va romandre romana d'Orient fins al 1075 o 1076 quan fou ocupada per Sulayman ben Kutlumush, però el 1098 els romans d'Orient la van reconquerir i els va servir com a important base d'operacions contra els turcmans. El 1205 va quedar en poder de Nicea, i el 1210 fou teatre d'una batalla entre l'emperador Teodor I Làscaris (1204-1222) i el sultà seljúcida Khay Khusraw I en la qual aquest darrer va morir, però curiosament la batalla només és indicada per Ibn Bibi, i no consta a les cròniques romanes d'Orient.
El 1303 fou assetjada per Yakup bin Ali Şir, Bey de Germiyan-oğhlu, però la Companyia Catalana d'Orient va derrotar els turcs en la batalla d'Àulax i va salvar la ciutat. Els Germiyan-oghlu la van assetjar dues vegades més, el 1307 i 1324 i finalment va haver de pagar un tribut. El 1335 el tribut va passar a l'emir Umur Bey dels Aydın-oghlu (el Düstür-name-yi Enweri diu que Umur va ocupar la ciutat, però probablement només es va canviar el destinatari del tribut). Va romandre com un virtual estat autònom grec, de sobirania imperial però pagant tribut als turcmans fins que el 1390 fou ocupada per Baiazet I amb l'ajut obligat d'una força romana d'Orient a la que foren convidats a participar l'emperador Joan V Paleòleg (teòric sobirà de la ciutat) i Manuel II Paleòleg (ostatge a la cort otomana) que no van tenir més remei que accedir. Aquesta era la darrera possessió dels grecs a Àsia Menor. El 1402 fou ocupada per Tamerlà que va fer construir una muralla amb els cossos dels presoners. Mort Tamerlà el 1405 va passar a Djunayd Bey, però la va perdre davant Murat II.
La població grega va restar a la ciutat. La ciutat fou capital d'un kada o districte del vilayat d'Aydın i després de Manisa. El 1919 fou ocupada pels grecs que la van perdre el 1921 i hi van haver de renunciar el 1923. El 1890 tenia encara 4000 habitants grecs (i 17000 musulmans); el 1935 tenia 9.375 habitants (tots musulmans). El districte (1.310 km²) tenia 40.163 habitants el 1935. Els seus habitants grecs van fundar Nea Filadelfia a Grècia.

## Personatges
- Joannes Laurentius Lydus (nascut el 490) escriptor grec
- Kenan Evren, general i president de Turquia